# Holleuffer (Adelsgeschlecht)

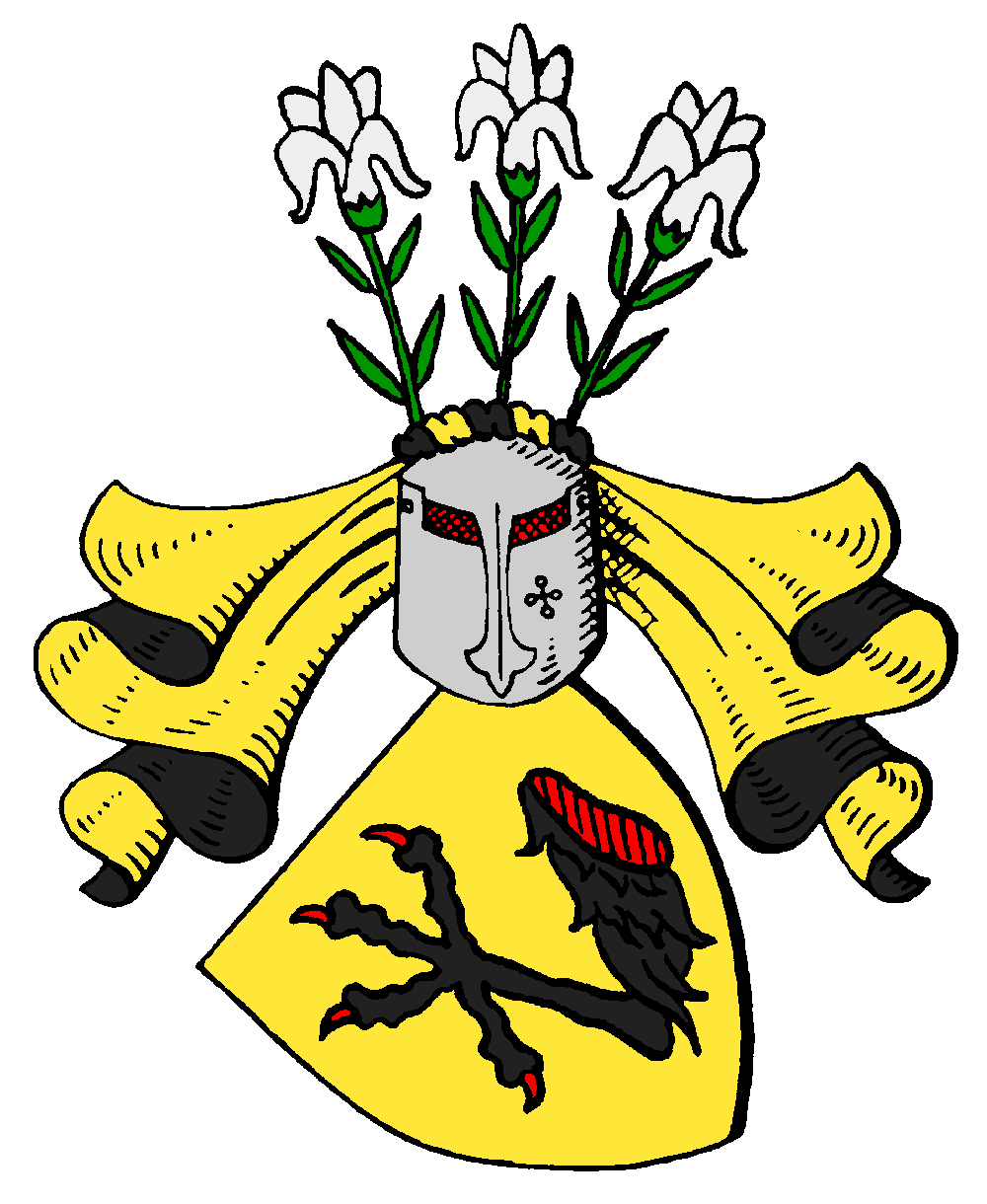
Wappen derer von Holleuffer

Holleuffer, auch Holleufer oder Holläufer, schließlich Holleuffer-Kypke, ist der Name eines ursprünglich sächsischen, später auch in Thüringen, Anhalt, Hannover und Preußen verbreiteten Uradelsgeschlechts.
Holleuffer ist ebenfalls der Name eines 1839 nobilitierten preußischen Briefadelsgeschlechts, das als Bastardlinie vom erstgenannten abstammt.

## Geschichte
Mit Ripert, Vogt von Freiberg, wurde das Geschlecht 1223 zuerst urkundlich erwähnt. Der namensstiftende Stammsitz Hohenlauft (bei Döbeln) wurde urkundlich am 13. Mai 1293 mit Pezoldus dictus Holeufer (Holofer) erstmals erwähnt; auch 1302 tritt Petzold Holopher urkundlich auf. 
Die durchgängige Stammreihe der Familie beginnt mit Heinrich Hollaufer (vom Hollauffte, † nach 1414). Die Familie war umfassend im Meißnischen begütert. Zahlreiche Glieder haben als Offiziere in der sächsischen Armee und preußischen Armee gedient.
Zu den Besitzungen gehörten: Zschepa (um 1540), Braußwig (um 1550), Cottewitz (um 1550), Mühlitz (um 1565), Bresen, Burkartshain (16.–18. Jh.) mit Streuben und Mühlbach (ab 1565), Lüttewitz (Mitte 17. bis Anfang 18. Jh.), Zollwitz bei Colditz (Ende 16., Anf. 17. Jh.), Eula (um 1630), Hersdorff (1620), Strelln (Anf. 18. Jh.), Obernitzschka  und Storkwitz. 
Obernitzschka kam 1754 als Erbe an Johanna von Holleufer, geborene von Krosigk a.d.H. Poplitz, Tochter des Heinrich von Krosigk und Gemahlin des Karl Friedrich v. Holleuffer auf Burkartshain. Ihr Sohn war Heinrich August von Holleuffer (1762–1844) auf Obernitzschka, Deutzen, und Kühnitzsch; die Güter Benkendorf und Delitz am Berge erwarb er 1799 und verkaufte sie 1809, auch die übrigen Güter konnte er nicht halten. Sein Sohn Karl Friedrich von Holleuffer (1804–1895) wurde preußischer Generalleutnant.

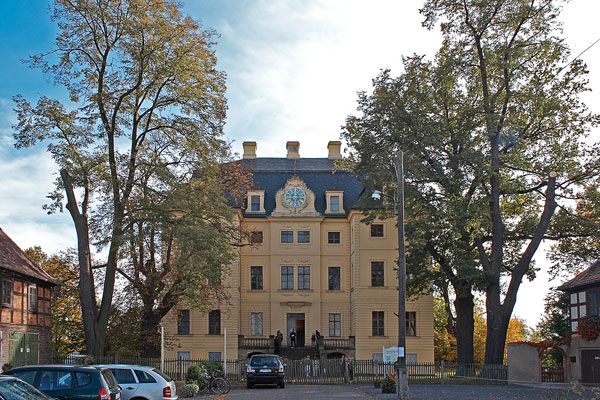
Das Barockschloss Wiederau gehörte bis 1945 der Familie von Holleuffer-Kypke

Am 12. Mai 1907 kam es infolge der Erbschaft des von Graf Johann Christian von Hennicke herrührenden Familienfideikommiss-Ritterguts Wiederau bei Leipzig, das über seine Enkeltochter, die in die Familie von Berlepsch geheiratet hatte, an die Familie Kypke bzw. von Radke-Kypke gelangt war, zur königlich sächsischen Namensvereinigung Holleuffer-Kypke.
Friedrich von Holleuffer (1807–1863), preußischer Leutnant im Kürassier-Regiment Nr. 7 und Franz von Holleuffer (1815–1888), preußischer Leutnant der 4. Artillerie-Brigade, natürliche Söhne des sächsischen Premierleutnants Friedrich von Holleuffer (1761–1828), wurden am 18. September 1839 in Berlin in den preußischen Adelsstand erhoben. Ersterer setzte die Stammlinie fort, während der jüngere Bruder ohne Nachkommen blieb.
Mit dem Gut Daudieck bei Horneburg im Landkreis Stade, das um 1800 an die Familie kam, wurde 1863 ein Fideikommiss über 204 ha gestiftet.

## Wappen

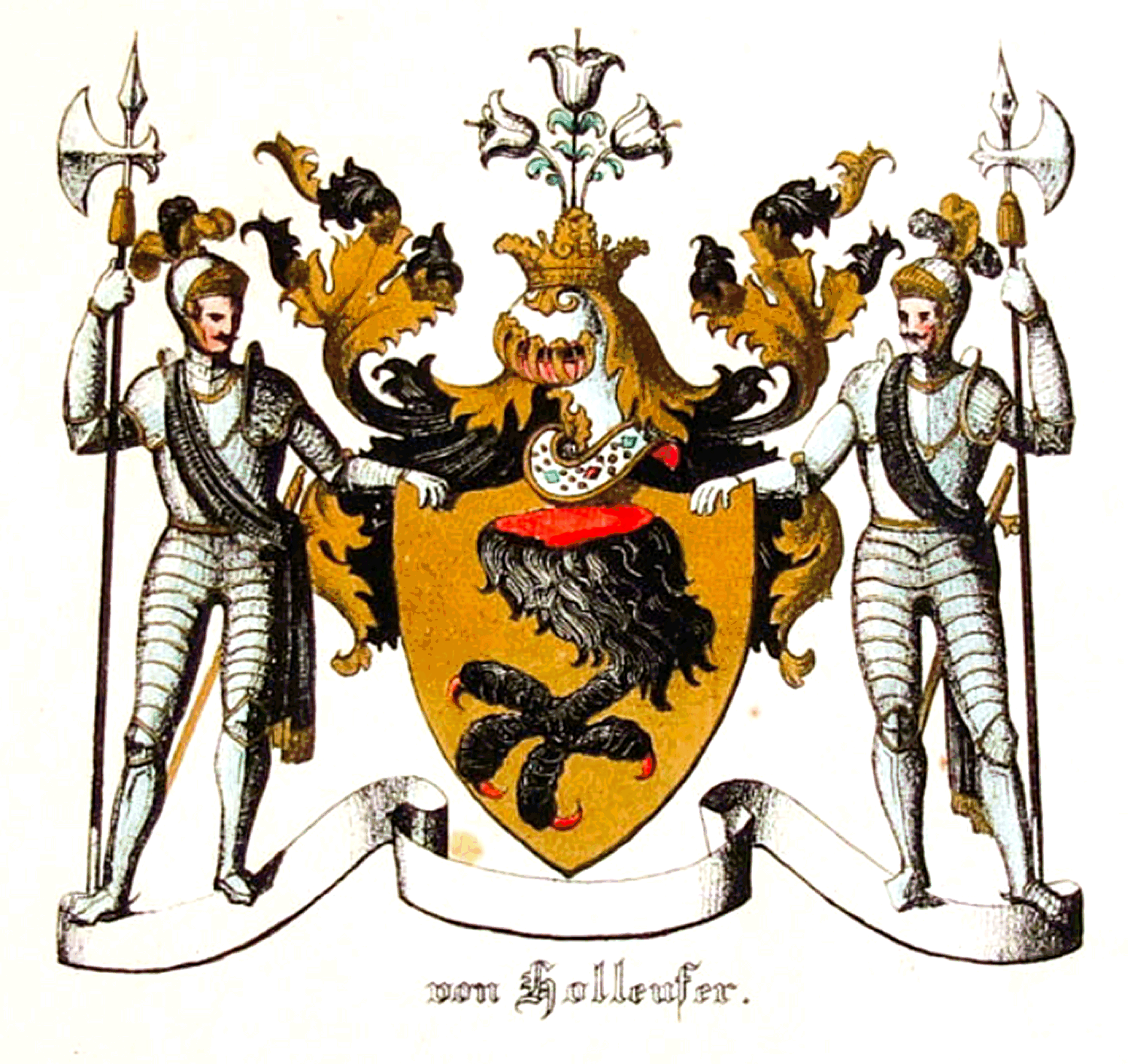
Wappen derer von „Holleufer“

Das Stammwappen zeigt in Gold eine aufgerichtete, rot bewehrte schwarze Greifenklaue (bisweilen auch Adlerklaue) mit roter Schnittfläche. Auf dem Helm mit schwarz-goldenen Decken drei silberne Gartenlilien an grünen beblätterten Stängeln.
Das Wappen der 1839 nobilitierten Brüder Holleuffer zeigt einen leeren goldenen Schild. Auf dem gekrönten Helm mit schwarz-goldenen Decken eine silberne Gartenlilie an einem grünen beblätterten Stängel zwischen zwei schwarzen Straußenfedern.

## Angehörige
- Heinrich August von Holleuffer (1762–1844), Domdechant und Prälat des Stifts Merseburg, Präsident der Landesstände
- Hermann von Holleufer (1803–1878), deutscher Verwaltungsbeamter und Politiker
- Karl Friedrich von Holleuffer (1804–1895), preußischer Generalleutnant
- Albert von Holleuffer (1806–1874), Landrat im Landkreis Prüm, konservativer Fraktionsführer im Landtag Schwarzburg-Sondershausen
- Conrad von Holleuffer (1818–1897), deutscher Kommunalpolitiker (1852–1882 Bürgermeister von Salzwedel)
- Bernhard Hugo von Holleuffer (1827–1888), preußisch-hannoverscher Stallmeister und Sachbuchautor zum Dressurreiten
- Julius von Holleufer (1842–1906), preußischer Generalmajor
- Hans Dietrich von Holleuffer (1855–1902), deutscher Politiker (Deutschkonservative Partei)
- Konrad von Holleuffer-Kypke (1878–1949), deutscher Politiker (KPD) während der Weimarer Republik
- Joachim-Albrecht von Holleuffer (1921–2012), Konteradmiral der Bundeswehr, von 1975 bis 1977 Stellvertreter Befehlshaber Flotte
- Elisabeth Grupp (* 1966), geborene von Holleuffer, Ehefrau von Wolfgang Grupp